# Poecilosoma chrysis
Poecilosoma chrysis är en fjärilsart som beskrevs av Jacob Hübner 1827. Poecilosoma chrysis ingår i släktet Poecilosoma och familjen björnspinnare. Inga underarter finns listade i Catalogue of Life.